# Economia collaborativa
Nel sistema economico capitalista, l'economia collaborativa, o economia condivisa (sharing economy in inglese), è un modo di distribuire beni e servizi che differisce dal tradizionale modello di società che assume la vendita di prodotti/servizi ai consumatori. Nell'economia della condivisione, le persone fisiche prendono in locazione o "condividono" beni mobili e immobili come la propria auto, casa o tempo personale con altri soggetti.
L’economia collaborativa è una nuova modalità di mercato in cui le relazioni tra gli attori avvengono in maniera orizzontale (peer-to-peer) e sono basate su meccanismi di fiducia e reputazione. Grazie alla tecnologia e alla rete internet le transazioni che avvengono sul mercato tradizionale vengono facilitate, offrendo ai consumatori vantaggi in termini di prezzo e di accesso ai beni e servizi desiderati.
Il termine "economia collaborativa" fa riferimento a modelli di business, piattaforme online e offline e comunità in cui gli utenti possono condividere beni, servizi e informazioni. In questo caso, ad essere in primo piano non è il possesso di un qualcosa, ma il suo utilizzo.
Esistono due tipi principali di imprese in economia condivisa:
- modelli di business commerciali in cui un'azienda fornisce (a pagamento) un'app mobile che fornitori e clienti utilizzano per acquistare e vendere beni o servizi;
- iniziative senza fini di lucro, generalmente basate sul concetto di librerie di prestito di libri, in cui beni e servizi sono forniti gratuitamente o per un abbonamento modesto.

Nelle applicazioni commerciali, l'economia della condivisione può essere più un'ideologia o una strategia di marketing che un modello economico reale; ad esempio, la società Airbnb è descritta come una piattaforma di economia condivisa per gli individui per condividere lo spazio extra nelle loro case, ma in realtà lo spazio viene affittato, non condiviso, e gli elenchi Airbnb sono per lo più di proprietà di società di gestione della proprietà.
L'economia collaborativa è legata anche alla "Gig economy", poiché molti servizi ad essa collegati usano piattaforme digitali per richiedere lavori occasionali on-demand. A partire dagli anni '10 si è manifestato il fenomeno dell'"Uberizzazione", che ha portato anche a fenomeni di precariato.

## Caratteristiche concettuali e concetti correlati
Vi è una confusione concettuale e semantica causata dalle molte sfaccettature della condivisione basata su Internet che porta a discussioni sui confini e la portata dell'economia collaborativa e sulla sua definizione.

Il termine economia collaborativa è spesso usato in modo ambiguo e può implicare caratteristiche diverse. Ad esempio, l'economia collaborativa è talvolta intesa esclusivamente come un fenomeno peer-to-peer, mentre altre volte è intesa anche come fenomeno tra imprese e clienti. Inoltre, si comprende spesso che l'economia collaborativa comprende transazioni con un trasferimento permanente della proprietà di una risorsa, come una vendita, mentre altre volte, le transazioni con un trasferimento della proprietà sono considerate oltre i confini dell'economia collaborativa. Una definizione consolidata, sviluppata per integrare le conoscenze e le definizioni esistenti, basata su una revisione sistematica è:
"L'economia collaborativa è un modello peer-to-peer facilitato dall'IT per la condivisione commerciale o non commerciale di beni sottoutilizzati e capacità di servizio attraverso un intermediario senza trasferimento di proprietà"
Mentre il termine economia collaborativa è il termine più usato, essa viene anche definita economia di accesso, economia peer-to-peer (P2P), economia dei gig, consumo collaborativo o economia della condivisione.
L'economia della condivisione è legata all'economia circolare, che mira a ridurre al minimo gli sprechi e che comprende cooperative, co-creazione, riciclaggio, upcycling, ridistribuzione e commercio di beni usati. È inoltre strettamente correlato al consumo collaborativo in cui un articolo viene consumato da più persone.
Le implementazioni commerciali comprendono una vasta gamma di strutture, tra cui principalmente strutture a scopo di lucro e, in misura minore, di cooperazione. L'economia collaborativa offre un ampio accesso a prodotti, servizi e talenti oltre la proprietà individuale o individuale, che a volte viene definita "disownership". Gli individui partecipano attivamente come utenti, fornitori, prestatori o mutuatari a vari e in evoluzione schemi di scambio peer-to-peer.
L'economia collaborativa e le sue varianti sono state identificate come contribuenti alla vita del prodotto e in particolare all'estensione della vita del prodotto attraverso la mutualizzazione (vale a dire, l'affitto, la messa in comune, il leasing, la condivisione) e la ridistribuzione (ovvero la donazione, lo scambio, i mercati di seconda mano).

## Discussioni etimologiche
In un articolo di Harvard Business Review, le autrici Giana M. Eckhardt e Fleura Bardhi sostengono che "condividere l'economia" è un termine improprio e che il termine corretto per questa attività è l'accesso all'economia. Gli autori affermano che i consumatori pagano per accedere ai beni o ai servizi di qualcun altro. L'articolo afferma che le aziende (come Uber) il cui marketing evidenzia i vantaggi finanziari per i partecipanti hanno successo, mentre le aziende (come Lyft), il cui marketing mette in evidenza i vantaggi sociali del servizio, hanno inferiore successo.
Questa intuizione - che si tratta di un'economia di accesso piuttosto che di un'economia di condivisione - ha importanti implicazioni su come competono le aziende in questo spazio. Implica che i consumatori siano più interessati a costi e convenienza inferiori rispetto a quelli che favoriscono le relazioni sociali con l'azienda o altri consumatori [...] L'economia dell'accesso sta cambiando la struttura di una varietà di settori e una nuova comprensione del consumatore è necessario per guidare modelli di business di successo. Un modello di business di successo nell'economia dell'accesso non si baserà sulla comunità, poiché un orientamento alla condivisione non descrive accuratamente i benefici che i consumatori sperano di ricevere. È importante sottolineare i vantaggi che l'accesso offre in contrasto con gli svantaggi della proprietà e della condivisione.
La nozione di "economia condivisa" è stata spesso considerata un ossimoro e un termine improprio per gli attuali scambi commerciali. Arnould e Rose hanno proposto di sostituire il termine fuorviante "condivisione" con il mutualismo o la mutualizzazione. Si può fare una distinzione tra la libera mutualizzazione, come un'autentica condivisione, e la mutualizzazione a scopo di lucro, come Uber, Airbnb e Taskrabbit.
Secondo George Ritzer, questa tendenza verso un maggiore input dei consumatori negli scambi commerciali si riferisce alla nozione di presunzione, che, in quanto tale, non è nuova. La mutualizzazione delle risorse è ad esempio ben nota nelle business-to-business (B2B) come i macchinari pesanti in agricoltura e selvicoltura, nonché nelle imprese tra i consumatori (B2C) come la lavanderia self-service. Ma tre fattori principali consentono la mutualizzazione delle risorse da consumatore a consumatore (C2C) per un'ampia varietà di nuovi beni e servizi, nonché per i nuovi settori. In primo luogo, il comportamento del cliente per molti beni e servizi passa dalla proprietà alla condivisione. In secondo luogo, i social network online e i mercati elettronici collegano più facilmente i consumatori. In terzo luogo, i dispositivi mobili e i servizi elettronici rendono più conveniente l'uso di beni e servizi condivisi. Ad esempio, la tecnologia di immissione delle chiavi dello smartphone semplifica la condivisione di un appartamento rispetto all'utilizzo di chiavi fisiche.
Il modello simile a quello dell'impegno praticato da alcune delle più grandi piattaforme di economia della condivisione, che facilitano e gestiscono contratti e pagamenti per conto dei loro abbonati, sottolinea ulteriormente l'accento sull'accesso e sulle transazioni piuttosto che sulla condivisione.
Michael Bauwens osserva che aziende come Uber non sono gestite da una struttura peer-to-peer, dicendo:
Una "economia collaborativa", per definizione, ha una struttura laterale. È un'economia peer-to-peer. Ma Uber, come suggerisce il nome, ha una struttura gerarchica. Monitora e controlla i suoi autisti, chiedendo loro di acquistare servizi da esso guidando i loro movimenti e determinando il loro livello di guadagni. E i suoi meccanismi di tariffazione impongono costi imprevedibili ai suoi clienti, estraendo importi maggiori ogni volta che i dati suggeriscono che i clienti possono essere costretti a pagarli. Questa è un'economia dall'alto verso il basso, non "collaborativa".
Mentre alcune piattaforme di successo come Airbnb o CanYa prevedono la condivisione di una risorsa, il termine sharing economy è stato ampiamente criticato come fuorviante.

## Tematiche dell'economia collaborativa

### L'accesso è preferibile alla proprietà
Come modello economico, l'economia collaborativa suggerisce che "l'accesso" a beni e servizi potrebbe diventare più desiderabile della "proprietà" dei beni. Note di Steve Denning:
La terza cosa che ha fatto Internet è stata generare la rete social. Ha creato una generazione di persone che hanno iniziato a fare qualcosa che ha colpito il modo in cui la società è stata organizzata per diverse centinaia di anni. Queste persone, principalmente giovani, hanno iniziato a preferire l'accesso alla proprietà. Invece di pianificare la propria vita con la premessa di acquisire e possedere più proprietà private, questa nuova generazione ha iniziato a trovare soddisfazione nell'avere accesso alle cose e interagire con altre persone nel processo.

### Dati trasparenti e aperti aumentano l'innovazione
Quando le informazioni sui beni sono condivise (in genere tramite un mercato online), il valore di tali beni può aumentare per l'azienda, per gli individui, per la comunità e per la società in generale.
Molti governi statali, locali e federali sono impegnati in iniziative e progetti di open data come data.gov e London Data Store. La teoria dell'accesso libero o "trasparente" alle informazioni consente una maggiore innovazione e consente un uso più efficiente di prodotti e servizi, sostenendo così le comunità resilienti.

### Il pericolo sconosciuto può essere superato
In molti casi, l'economia collaborativa si basa sulla volontà degli utenti di condividere, ma per fare uno scambio, gli utenti devono essere a conoscenza di eventuali pericoli. Le organizzazioni per l'economia dell'accesso affermano di essere impegnate a costruire e convalidare relazioni di fiducia tra i membri della propria comunità, compresi produttori, fornitori, clienti o partecipanti. Oltre a fidarsi degli altri (ad esempio, i peer), gli utenti di una piattaforma di economia condivisa devono anche fidarsi della piattaforma stessa e del prodotto a portata di mano.

### Il valore non utilizzato è un valore sprecato
Il valore inutilizzato si riferisce al tempo in cui prodotti, servizi e talenti rimangono inattivi. Questo tempo di inattività è un valore sprecato che i modelli aziendali e le organizzazioni basati sulla condivisione possono potenzialmente utilizzare. L'esempio classico è che l'auto media non viene utilizzata il 95% delle volte. Questo valore sprecato può essere una risorsa significativa, e quindi un'opportunità, per condividere soluzioni di auto economiche. C'è anche un significativo valore inutilizzato nel "tempo sprecato", come articolato da Clay Shirky nella sua analisi del potere delle "folle" collegate dalla tecnologia dell'informazione. Molte persone hanno capacità inutilizzate nel corso della giornata. Con i social media e la tecnologia dell'informazione, tali persone possono donare piccole quantità di tempo per occuparsi di semplici compiti che altri devono svolgere. Esempi di queste soluzioni di crowdsourcing.

### A volte ci sono usi diversi per i "rifiuti"
I rifiuti sono comunemente considerati come qualcosa che non è più desiderato e deve essere scartato. La sfida con questo punto di vista è che gran parte di ciò che definiamo rifiuto ha ancora valore che, con una corretta progettazione e distribuzione, può tranquillamente servire come "elemento nutritivo" per i processi successivi. Un esempio è il "heirloom design" articolato dal fisico e inventore Saul Griffith.

### Fattori importanti
Diversi sviluppi chiave hanno portato alla crescita della condivisione in economia. L' "economia collaborativa" deriva da numerosi e profondi cambiamenti tecnologici, economici, politici e sociali:
- Tecnologico: la crescita del commercio elettronico ha trasformato il rapporto dei consumatori con l'approvvigionamento di beni e servizi. Le tecnologie abilitanti hanno reso semplice la transazione diretta di grandi reti di persone e organizzazioni.[47] Questi includono: open data,[48] l'ubiquità e il basso costo dei telefoni cellulari e dei social media.[49]
- Il social commerce è l'idea che il commercio sia facilitato dai social network. Le persone hanno maggiori probabilità di acquistare prodotti a causa dell' "influenza sociale esercitata dai pari sulle decisioni di acquisto".[50] Il coinvolgimento dei social media incoraggia e promuove l'economia della condivisione e il commercio sociale perché non solo incoraggia le persone ad acquistare prodotti simili e provare cose simili, ma incoraggia anche le persone a cercare accordi di gruppo come quelli proliferati da aziende come Groupon.[50][51]
- Economico: la Grande recessione ha visto un declino del reddito personale stabile nonché una riduzione del "surplus" reddito disponibile e discrezionale, oltre che del potere d'acquisto. L'aumento della prosperità nei paesi in via di sviluppo, unito alla crescita della popolazione, sta mettendo a dura prova le risorse naturali e ha causato un picco nei costi e nella volatilità del mercato. Ciò ha aumentato la pressione sui produttori tradizionali per cercare alternative di progettazione, produzione e distribuzione che stabilizzino i costi e uniformino le spese previste. In questo contesto, l'approccio dell'economia circolare ha suscitato interesse presso molti attori aziendali globali. I consumatori cercano soluzioni per ridurre i costi nell'economia collaborativa. Le comunità e le aziende possono ridurre i costi di acquisizione delle risorse condividendole con altre mentre sono in uso. In Tomorrow 3.0, l'autore Michael Munger ha discusso della riduzione dei costi di transazione suddividendo i costi.[52] A differenza di Uber o Airbnb, questo tipo di consumo collaborativo riduce la quantità di capacità in eccesso nell'economia senza mercificazione delle risorse su cui si basa.
- Politico: austerità macroeconomica e maggiore vitalità dei meccanismi valutari complementari.
- Sociale: il materialismo economico personale come pilastro centrale delle scelte di stile di vita ottimali ha iniziato a essere messo in discussione a favore del postmaterialismo.
- La tendenza verso stili di vita urbani: l'ambiente urbano congestionato crea una nuova serie di problemi che possono essere affrontati dall'economia della condivisione. "A differenza delle precedenti generazioni di informazioni o imprese basate sulla tecnologia, la condivisione delle imprese si basa su una massa critica di fornitori e consumatori che sono sufficientemente vicini gli uni agli altri o ad altri servizi per far funzionare le loro piattaforme, trovando spesso valore proprio in quanto vantaggioso spillovers dalla vicinanza".[53] Come i servizi di taxi, una società di reti di trasporto (TNC) acquisisce i clienti che vivono in un'area comune e le trasporta in un'altra area. Tuttavia, per effettuare il "prelievo" iniziale il conducente deve essere relativamente vicino al passeggero. Gli ambienti urbani costringono intrinsecamente le persone a vivere e lavorare in prossimità. Ciò significa che il numero di persone che vanno da e verso destinazioni simili aumenterà. I TNC lo hanno realizzato e hanno creato un formato commerciale per sfruttare questo nuovo contesto urbano. In contesti urbani in cui lo spazio per gli alloggi è limitato, le persone hanno sempre difficoltà a trovare alloggi più economici e opzioni di affitto quando si spostano da una città all'altra. Airbnb lo ha capito ed è stato in grado di trarre vantaggio dalle persone che avevano spazio che non utilizzano e di noleggiarlo a costi inferiori per le persone che hanno bisogno di un posto dove stare per brevi periodi di tempo.

## Modalità e forme di economia collaborativa
Le priorità di varie realtà imprenditoriali degli ultimi anni possono essere sintetizzate in riuso, riutilizzo e condivisione; utilizzano le tecnologie informatiche per un modello di economia circolare, in cui professionisti, consumatori e cittadini in generale mettono a disposizione competenze, tempo, beni e conoscenze, con la finalità di creare legami virtuosi, basandosi sulla capacità relazionale della tecnologia digitale. In questo modo, possono venire incentivati stili di vita nuovi che riescono a favorire il risparmio o ridistribuzione del denaro, la socializzazione e la salvaguardia dell’ambiente.
Sono tre le parti coinvolte in questa modalità di scambio: i prestatori di servizi, i quali possono essere sia privati sia professionisti che offrono e condividono beni, risorse e competenze; gli utenti, cioè coloro che sfruttano le risorse messe a disposizione dai prestatori di servizi; le piattaforme di collaborazione, che fungono da intermediari mettendo in comunicazione i prestatori e gli utenti, agevolando le transazioni.
Tale economia si presenta sotto varie forme, tant’è che spesso si fa confusione sulle sue caratteristiche concettuali. A tal riguardo bisogna distinguere quelle attività identificabili in: sharing in senso stretto come l’economia collaborativa, che permette di sfruttare a pieno le risorse inutilizzate e sottoutilizzate, incentivando l’accesso piuttosto che il possesso. Questa modalità di economia è caratterizzata dal fatto che i beni e le risorse oggetto di condivisione appartengono agli individui, mentre la piattaforma opera come semplice intermediario. Gli altri modelli in realtà non sono altro che una rivisitazione potenziata dalle piattaforme di servizi tradizionali, come la rental economy, la quale permette l’affitto a breve termine di abitazioni o mezzi di trasporto di proprietà delle aziende proprietarie delle piattaforme.
Possono essere individuati tre tratti distintivi della sharing economy: condivisione, cioè utilizzare in comune una risorsa; relazione orizzontale tra persone o organizzazioni, dove spariscono i confini tra finanziatore, produttore e consumatore; presenza di una piattaforma tecnologica, in cui le relazioni digitali vengono gestite e promosse grazie alla fiducia generata da sistemi di reputazione digitale rating.
Tale economia si presenta sotto varie forme, identificabili in: sharing in senso stretto, come condividere la casa o l’auto; crowding, esempio il crowdfunding e crowdsourcing; bartering, il baratto tra privati o aziende; making, inteso come il fai-da-te.

## Le caratteristiche principali dell'economia collaborativa
I vantaggi suggeriti dall'economia collaborativa includono:
- Ridurre gli impatti ambientali negativi attraverso la riduzione della quantità di beni che devono essere prodotti, riducendo l'inquinamento del settore (come ridurre l'impronta carbonica e il consumo complessivo di risorse)[58][59][60]
- Rafforzare le comunità[59]
- Riduzione dei costi per i consumatori prendendo in prestito e riciclando articoli[59]
- Fornire alle persone l'accesso a beni che non possono permettersi di acquistarli[61] o che non hanno alcun interesse nell'uso a lungo termine
- Maggiore indipendenza, flessibilità e autosufficienza grazie al decentramento, all'abolizione delle barriere all'ingresso monetario e all'auto-organizzazione[62]
- Maggiore democrazia partecipativa[60]
- Accelerare i modelli di produzione e consumo sostenibili[63]
- Maggiore qualità del servizio attraverso i sistemi di rating forniti dalle società coinvolte nell'economia della condivisione[64]
- Maggiore flessibilità delle ore di lavoro e dei salari per gli appaltatori indipendenti dell'economia della condivisione[65]
- Aumento della qualità del servizio offerto da aziende storiche che lavorano per stare al passo con la condivisione di aziende come Uber e Lyft[66]

Comprendere molti dei benefici elencati dell'economia collaborativa è l'idea del lavoratore indipendente. Attraverso la monetizzazione di risorse inutilizzate, come l'affitto di una stanza degli ospiti di riserva su Airbnb o la fornitura di servizi personali ad altri, come diventare un autista con Uber, le persone stanno in effetti diventando lavoratori indipendenti. Il lavoro autonomo comporta migliori opportunità di lavoro, nonché una maggiore flessibilità per i lavoratori, poiché le persone hanno la possibilità di scegliere il momento e il luogo del loro lavoro. Come lavoratori indipendenti, le persone possono pianificare intorno ai loro programmi esistenti e mantenere più lavori se necessario. La prova dell'appello a questo tipo di lavoro può essere vista da un sondaggio condotto dall'Unione dei liberi professionisti, che mostra che circa il 34% della popolazione degli Stati Uniti è coinvolta nel lavoro freelance.
Secondo un articolo di Margarita Hakobyan, il lavoro freelance può essere utile anche per le piccole imprese. Durante le prime fasi di sviluppo, molte piccole aziende non possono permettersi o non hanno bisogno di dipartimenti a tempo pieno, ma piuttosto richiedono un lavoro specializzato per un determinato progetto o per un breve periodo di tempo. Con i lavoratori indipendenti che offrono i loro servizi nell'economia della condivisione, le aziende sono in grado di risparmiare denaro sui costi del lavoro a lungo termine e aumentare le entrate marginali delle loro operazioni.
Il ricercatore Christopher Koopman, autore di uno studio condotto dagli economisti della George Mason University, ha affermato che l'economia collaborativa "consente alle persone di prendere il capitale inattivo e trasformarle in fonti di reddito". Ha dichiarato: "Le persone stanno prendendo camere da letto di riserva, automobili, strumenti che non stanno usando e stanno diventando i loro stessi imprenditori". Arun Sundararajan, un economista della New York University che studia l'economia collaborativa, ha dichiarato in un'audizione al Congresso americano che "questa transizione avrà un impatto positivo sulla crescita economica e sul benessere, stimolando nuovi consumi, aumentando la produttività e catalizzando l'innovazione e l'imprenditorialità individuali".
Uno studio in Intereconomics/The Review of European Economic Policy ha rilevato che l'economia collaborativa ha il potenziale di portare molti benefici per l'economia, osservando che ciò presuppone che il successo dei servizi di condivisione dell'economia rifletta i loro modelli di business piuttosto che l'arbitraggio regolamentare da evitare il regolamento che riguarda le imprese tradizionali.
Uno studio di dati indipendente condotto da Busbud nel 2016 ha confrontato il prezzo medio delle camere d'albergo con il prezzo medio delle inserzioni Airbnb in tredici città principali negli Stati Uniti. La ricerca ha concluso che in nove delle tredici città, le tariffe Airbnb erano inferiori rispetto alle tariffe alberghiere ad un prezzo medio di $ 34,56. Un ulteriore studio condotto da Busbud ha confrontato la tariffa alberghiera media con la tariffa Airbnb media in otto grandi città europee. La ricerca ha concluso che le tariffe di Airbnb erano inferiori alle tariffe degli hotel in sei delle otto città di un fattore di $ 72. I dati di uno studio separato mostrano che con l'ingresso di Airbnb nel mercato di Austin, gli hotel del Texas dovevano abbassare i prezzi del 6% per tenere il passo con i prezzi più bassi di Airbnb.
- Orario di lavoro flessibile e conveniente: l'economia della condivisione consente ai lavoratori di impostare le proprie ore di lavoro. Un pilota Uber spiega che "la flessibilità si estende ben oltre le ore in cui si sceglie di lavorare in una determinata settimana. Dato che non è necessario impegnarsi in alcun modo, è possibile anche prendersi del tempo libero per i grandi momenti della vita, come le vacanze, un matrimonio, la nascita di un bambino e altro ancora".[73] I lavoratori sono in grado di accettare o rifiutare lavoro aggiuntivo in base ai loro bisogni mentre utilizzano le merci che già possiedono per fare soldi.
- Bassi ostacoli all'ingresso: a seconda dei tempi e delle risorse, i lavoratori possono fornire servizi in più di un'area con diverse aziende. Ciò consente ai lavoratori di trasferirsi e continuare a guadagnare. Inoltre, lavorando per tali società, i costi di transazione associati alle licenze professionali sono notevolmente ridotti. Ad esempio, a New York City, i tassisti devono avere una patente di guida speciale e sottoporsi ad addestramento e controlli in background,[74] mentre gli appaltatori Uber possono offrire "i loro servizi per poco più di un controllo in background".[75]
- Massimo vantaggio per venditori e acquirenti: consente agli utenti di migliorare gli standard di vita eliminando gli oneri emotivi, fisici e sociali della proprietà. Senza la necessità di mantenere un ampio inventario, la perdita secca è ridotta, i prezzi sono mantenuti bassi, pur rimanendo competitivi sui mercati.[23]
- Vantaggi ambientali: le economie di accesso consentono il riutilizzo e il riutilizzo di prodotti già esistenti. Secondo questo modello di business, i proprietari privati condividono i beni che già possiedono quando non sono in uso.[76]
- Rottura dei monopoli: nello Zimbabwe, Airbnb, insieme ad altre imprese di questo tipo, ha portato a un aumento dei benefici per i consumatori derivanti da buoni prezzi e qualità. Questo modello offre anche maggiori opportunità per i lavoratori autonomi.
- Diversi accademici hanno dimostrato che nel 2015 Uber ha generato $ 6,8 miliardi di benessere dei consumatori negli Stati Uniti.[77]

### Consegna locale
UberEATS consente agli utenti di ordinare cibo e registrarsi come driver UberEATS. Simile ai driver Uber, i driver UberEATS vengono pagati per la consegna di cibo. Un esempio di consegna di generi alimentari nella condivisione dell'economia è Instakart. Ha lo stesso modello di business di quello di condividere società basate sull'economia come Uber, Airbnb o CanYa. Instacart utilizza risorse prontamente disponibili e gli acquirenti acquistano presso negozi di alimentari esistenti. I lavoratori a contratto usano i loro veicoli personali per consegnare generi alimentari ai clienti. Instacart riesce a mantenere bassi i suoi costi in quanto non richiede alcuna infrastruttura per lo stoccaggio delle merci. Oltre ad avere lavoratori a contratto, Instacart consente di registrarsi come "personal shopper" per Instacart attraverso la sua pagina web ufficiale.

## Le critiche all'economia collaborativa
Oxford Internet Institute e Economic Geographer, Graham ha sostenuto che i punti chiave dell'economia collaborativa impongono un nuovo equilibrio di potere ai lavoratori. Riunendo i lavoratori nei paesi a basso e alto reddito, le piattaforme di gig economy che non sono limitate geograficamente possono portare a una "corsa verso il basso" per i lavoratori.

### Rapporto con la perdita di lavoro
Il New York Magazine ha scritto che l'economia della condivisione è riuscita in gran parte perché l'economia reale è in difficoltà. In particolare, secondo la rivista, l'economia della condivisione ha successo a causa di un mercato del lavoro depresso, in cui "molte persone stanno cercando di riempire i buchi del loro reddito monetizzando le loro cose e il loro lavoro in modo creativo", e in molti casi, le persone aderire all'economia della condivisione perché hanno recentemente perso un lavoro a tempo pieno, compresi alcuni casi in cui la struttura dei prezzi dell'economia della condivisione potrebbe aver reso i loro vecchi lavori meno redditizi (ad esempio i tassisti a tempo pieno che potrebbero essere passati a Lyft o Uber). La rivista scrive che "In quasi tutti i casi, ciò che obbliga le persone ad aprire le loro case e le loro auto per completare gli estranei sono i soldi, non la fiducia [...] Gli strumenti che aiutano le persone a fidarsi della gentilezza degli estranei potrebbero spingere i titubanti partecipanti all'economia della condivisione oltre la soglia dell'adozione. Ma ciò che li porta alla soglia in primo luogo è un'economia danneggiata e una politica pubblica dannosa che ha costretto milioni di persone a cercare lavori strani per sostentamento".
Il "piano audace di sostituire i conducenti umani" di Uber potrebbe aumentare la perdita di posti di lavoro poiché anche la guida freelance verrà sostituita dall'automazione.
Tuttavia, in un rapporto pubblicato nel gennaio 2017, Carl Benedikt Frey ha scoperto che, mentre l'introduzione di Uber non aveva portato alla perdita di posti di lavoro, aveva causato una riduzione del reddito dei tassisti in carica di quasi il 10%. Frey ha scoperto che la "economia collaborativa", e Uber, in particolare, ha avuto impatti negativi sostanziali sui salari dei lavoratori.
Alcune persone credono che la Grande Recessione abbia portato all'espansione dell'economia collaborativa perché le perdite di posti di lavoro hanno aumentato il desiderio di lavoro temporaneo, che è prevalente in questo tipo di economia. Tuttavia, ci sono svantaggi per il lavoratore; quando le aziende utilizzano un impiego a contratto, il "vantaggio per un'azienda di utilizzare tali lavoratori non regolari è evidente: può ridurre drasticamente i costi del lavoro, spesso del 30 percento, poiché non è responsabile di prestazioni sanitarie, previdenza sociale, disoccupazione o indennità per lavoratori infortunati, ferie retribuite o ferie e altro ancora. I lavoratori a contratto, ai quali è vietato formare sindacati e non hanno alcuna procedura di reclamo, possono essere licenziati senza preavviso ".

### Trattamento dei lavoratori come appaltatori indipendenti e non dipendenti
Si discute sullo status dei lavoratori nell'economia collaborativa; se debbano essere trattati come appaltatori indipendenti o dipendenti delle società. Questo problema sembra essere più rilevante tra le società che condividono l'economia come Uber. La ragione per cui questo è diventato un problema così grande è che i due tipi di lavoratori sono trattati in modo molto diverso. Ai lavoratori a contratto non sono garantiti benefici e la retribuzione può essere inferiore alla media. Tuttavia, se sono dipendenti, hanno accesso alle prestazioni e la retribuzione è generalmente più elevata.
In Uberland: come gli algoritmi stanno riscrivendo le regole del lavoro, l'etnografo della tecnologia Alex Rosenblat sostiene che la riluttanza di Uber a classificare i suoi driver come "dipendenti" li spoglia della loro agenzia come forza lavoro generatrice di entrate della società, con conseguente compensazione inferiore e, in alcuni casi, rischiando la loro sicurezza. In particolare, Rosenblat critica il sistema di rating di Uber, che sostiene eleva i passeggeri al ruolo di "quadri intermedi" senza offrire ai conducenti la possibilità di contestare rating scadenti. Rosenblat osserva che valutazioni scarse, o qualsiasi altro numero di violazioni della condotta non specificate, possono comportare una "disattivazione" da parte di un guidatore Uber, il che significa che Rosenblat verrebbe licenziato senza preavviso o dichiarata causa. I pubblici ministeri hanno usato la politica di licenziamento opaca di Uber come prova dell'errata classificazione dei lavoratori illegali; Shannon Liss-Riordan, un avvocato che conduce una causa legale contro la società, afferma che "la capacità di licenziare è un fattore importante nel mostrare che i lavoratori di una società sono dipendenti, non appaltatori indipendenti".
La California Public Utilities Commission ha presentato un caso, successivamente risolto in via stragiudiziale, che "affronta la stessa questione di fondo riscontrata nella controversia dei lavoratori a contratto: se i nuovi modi di operare nel modello di economia collaborativa dovrebbero essere soggetti alle stesse normative che regolano le imprese tradizionali". Come Uber, anche Instakart ha dovuto affrontare azioni legali simili. Nel 2015 è stata intentata una causa contro Instakart sostenendo che la società ha classificato erroneamente una persona che acquista e consegna generi alimentari come appaltatore indipendente. Instakart ha dovuto infine rendere tutte queste persone come dipendenti part-time e ha dovuto accordare prestazioni come l'assicurazione sanitaria a coloro che si qualificano. Ciò ha portato Instakart ad avere migliaia di dipendenti da zero.
Un articolo del 2015 degli economisti della George Mason University affermava che molti dei regolamenti elusi dalla condivisione delle imprese dell'economia sono privilegi esclusivi a cui i gruppi di interesse fanno leva. I lavoratori e gli imprenditori non collegati ai gruppi di interesse coinvolti in questo comportamento in cerca di rendita sono pertanto esclusi dall'ingresso nel mercato. Ad esempio, i sindacati dei taxi che fanno pressioni su un governo della città per limitare il numero di taxi consentiti sulla strada impediscono a un numero maggiore di conducenti di entrare nel mercato.
La stessa ricerca rileva che mentre ai lavoratori in economia di accesso mancano le protezioni esistenti nell'economia tradizionale, molti di loro non riescono effettivamente a trovare lavoro nell'economia tradizionale. In questo senso, stanno sfruttando le opportunità che il tradizionale quadro normativo non è stato in grado di offrire. Man mano che l'economia della condivisione cresce, i governi a tutti i livelli stanno rivalutando come adattare i loro schemi normativi per accogliere questi lavoratori.

### Benefici non maturati in modo uniforme
Andrew Leonard, Evgeny Morozov, Bernard Marszalek, Dean Baker e Andrew Keen hanno criticato il settore a scopo di lucro dell'economia collaborativa, scrivendo che le imprese che condividono l'economia "estraggono" i profitti dal loro settore dato "riuscendo a terminare con successo i costi esistenti per fare affari" - tasse, regolamenti e assicurazioni. Allo stesso modo, nel contesto dei mercati del libero professionista online, ci sono state preoccupazioni che l'economia collaborativa potesse tradursi in una "corsa verso il basso" in termini di salari e benefici: quando milioni di nuovi lavoratori provenienti da paesi a basso reddito entrano in rete.
Susie Cagle ha scritto che i benefici che i grandi attori dell'economia collaborativa potrebbero apportare a se stessi "non stanno esattamente" traballando, e che l'economia della condivisione "non crea fiducia" perché dove crea nuove connessioni, spesso "replica vecchi schemi di privilegi accesso per alcuni e negazione per altri ". William Alden ha scritto che "La cosiddetta economia collaborativa dovrebbe offrire un nuovo tipo di capitalismo, uno in cui persone normali, abilitate da efficienti piattaforme online, possono trasformare le loro attività incassate in bancomat. Ma la realtà è che questi mercati tendono anche ad attrarre una classe di operatori professionali benestanti, che superano i dilettanti, proprio come il resto dell'economia".
Il vantaggio economico locale dell'economia collaborativa è compensato dalla sua forma attuale, che è che grandi aziende tecnologiche raccolgono molti profitti in molti casi. Ad esempio, Uber, che si stima valga $50 miliardi a metà 2015, prende fino al 30% di commissione dalle entrate lorde dei suoi conducenti, lasciando molti conducenti guadagnare meno del salario minimo. Ciò ricorda un picco dello stato di Rentier "che deriva in tutto o in parte le sue entrate nazionali dall'affitto di risorse indigene a clienti esterni".

### Altri problemi
- Aziende come Airbnb e Uber non condividono i loro dati di reputazione con gli stessi utenti a cui appartengono. Non importa quanto bene le persone si comportino su una singola piattaforma, la loro reputazione non si trasferisce su altre piattaforme. Questa frammentazione ha alcune conseguenze negative, come gli occupanti di Airbnb che in precedenza avevano ingannato gli utenti di Kickstarter per 40 000 $.[104] La condivisione dei dati tra queste piattaforme avrebbe potuto evitare l'incidente ripetuto. Il punto di vista di Business Insider è che, poiché l'economia della condivisione è agli inizi, questo è stato accettato. Tuttavia, man mano che l'industria matura, questo dovrà cambiare.[105]
- Giana Eckhardt e Fleura Bardhi affermano che l'economia dell'accesso promuove e dà la priorità alle tariffe economiche e ai costi bassi piuttosto che alle relazioni personali, che è legata a problemi simili nel crowdsourcing. Ad esempio, i consumatori traggono benefici simili da Zipcar come farebbero in un hotel. In questo esempio, la preoccupazione principale è il basso costo. Per questo motivo, l' "economia collaborativa" potrebbe non riguardare la condivisione ma piuttosto l'accesso. Giana Eckhardt e Fleura Bardhi affermano che l'economia "condivisa" ha insegnato alle persone a stabilire le priorità per un accesso economico e facile rispetto alla comunicazione interpersonale, e il valore di fare il possibile per tali interazioni è diminuito.[23]
- La concentrazione del potere può portare a pratiche commerciali non etiche. Usando un software chiamato "Greyball", Uber è stato in grado di rendere difficile l'utilizzo dell'applicazione da parte dei funzionari di regolamentazione.[106] Un altro schema presumibilmente implementato da Uber include l'utilizzo della sua applicazione per mostrare le auto "fantasma" vicino ai consumatori sull'app, implicando tempi di raccolta più brevi di quanto ci si potesse aspettare. Uber ha negato l'accusa.[107]
- I regolamenti coprono le compagnie di taxi tradizionali ma non le compagnie di trasporto, mettendole in una posizione di svantaggio competitivo.[108] Uber ha subito critiche da parte dei tassisti di tutto il mondo a causa della maggiore concorrenza. Uber è stato anche bandito da diverse giurisdizioni a causa della mancata osservanza delle leggi sulle licenze.[109]
- Un servizio di condivisione ombrello chiamato Sharing E Umbrella è stato avviato in 11 città della Cina nel 2017 e ha perso quasi tutti i 300 000 ombrelli messi a disposizione a scopo di condivisione durante le prime settimane.[110]
- Trattamento dei lavoratori/Mancanza di benefici per i dipendenti: dal momento che le società di economia di accesso fanno affidamento su appaltatori indipendenti, non offrono le stesse protezioni di quelle dei dipendenti a tempo pieno in termini di comparazione: piani pensionistici, congedi per malattia e disoccupazione.[108][111] Questo dibattito ha portato Uber a rimuovere la propria presenza in diverse località come l'Alaska.[109] Inoltre, lo stato dei conducenti ride-share continua ad essere ambiguo in materia legale. Alla vigilia di Capodanno del 2013, un autista fuori servizio per Uber ha ucciso un pedone mentre cercava un pilota. Poiché l'autista era considerato un appaltatore, Uber non avrebbe compensato la famiglia della vittima. Il contratto afferma che il servizio è una piattaforma coordinata e "la società non fornisce servizi di trasporto e [..] non ha alcuna responsabilità per i servizi [..]  forniti da terzi".[108]
- Discrepanze di qualità: poiché le società di economia di accesso fanno affidamento su lavoratori indipendenti, la qualità del servizio può differire tra i vari singoli fornitori sulla stessa piattaforma. Nel 2015, Steven Hill della New America Foundation ha citato la sua esperienza iscrivendosi per diventare host su Airbnb semplice come caricare alcune foto sul sito Web "e in 15 minuti il mio posto era on-line come un noleggio Airbnb, nessuna verifica del mio documento di identità, nessuna conferma dei miei dati personali, nessuna domanda. Neanche alcun contatto con un vero essere umano dal loro team di fiducia e sicurezza. Niente."[112] Tuttavia, a causa del modello di reputazione, ai clienti viene fornita una valutazione peer-reviewed del fornitore e viene data la possibilità di scegliere se procedere con la transazione.
- Garanzie di responsabilità inadeguate: anche se alcune società offrono garanzie di responsabilità come la "Garanzia dell'ospite" di Airbnb che promette di risarcire fino a 1 milione di danni, è estremamente difficile dimostrare la propria colpa.[113]
- Proprietà e utilizzo: l'economia dell'accesso offusca la differenza tra proprietà e utilizzo, il che consente l'abuso o l'abbandono degli articoli in assenza di politiche.
- Sostituzione di piccole aziende locali con grandi aziende tecnologiche internazionali. Ad esempio, le compagnie di taxi tendono ad essere di proprietà e gestione locali, mentre Uber ha sede in California. Pertanto, i profitti delle compagnie di taxi tendono a rimanere locali, mentre una parte dei profitti dell'economia di accesso fuoriesce dalla comunità locale.
- La piattaforma: non ha costi di infrastruttura ne perdite di capitale per la sua natura di semplice intermediario (esternalizzazione) e quindi potere di accumulo del capitale molto rapido spesso esente da imposizioni fiscali.
- La comunità: nel momento in cui si raggiunge la massa critica necessaria per essere efficiente, la piattaforma è in grado di creare concentrazione (monopolio) e abitudini che bloccano potenziali concorrenti.
- La convenienza: quando è economica, molti individui iniziano a percepire il servizio offerto come un vero e proprio lavoro, mentre le piattaforme continuano a trattare come autonomo un lavoro che si presenta come subordinato, per questo c’è la possibilità di favorire un nuovo precariato nonché l'aggiramento degli obblighi di tutela del lavoro (concorrenza sleale).
- La tecnologia digitale: le piattaforme raccolgono dati personali sensibili che potrebbero facilmente usare la privacy per attività di profilazione o di discriminazione.
- L'esclusione sociale : alcune fasce di popolazione sono escluse dall'utilizzo di questa tecnologia per vari motivi tecnologici, culturali, geografici. Contemporaneamente l'utilizzo dei dispositivi è soprattutto in uso di individui con titoli di studio superiori alla media e con redditi medio alti, che si offrono anche per eseguire lavori o servizi prima svolti da lavoratori più poveri generando un effetto di marginalizzazione ulteriore delle fasce più disagiate di popolazione.
- Il potere contrattuale: la grandezza assunta dalle piattaforme crea un divario enorme tra loro e i fruitori, che si trovano in una posizione di bassissimo potere contrattuale (tanto che alcuni autori hanno ribattezzato capitalismo di piattaforma).
- La tutela del Consumatore: critici sono gli standard di sicurezza e/ di igiene per i beni e servizi offerti che pretendono di basarsi esclusivamente sui giudizi di rating e non di controlli istituzionali.

## Tipologie di economia collaborativa
Nei paesi anglosassoni, la sharing economy riveste un ruolo essenziale che si esprime attraverso le più svariate forme e modalità.
Una delle forme più evolute e diffuse di economia collaborativa riguarda il settore dei trasporti privati di persone attraverso barche, auto e camper e persino aerei.

### Car sharing
Il car sharing è un servizio tramite il quale si può condividere il proprio itinerario con altre persone in auto senza ricorrere ai mezzi pubblici attraverso un'apposita applicazione. Il vantaggio è prevalentemente economico ed è protetto da eventuali cattive compagnie dai riscontri di altri passeggeri che aiuteranno nelle scelte. Il costo per chi viaggia è deciso dal proprietario del veicolo e generalmente, qualora ci si appoggiasse ad una delle varie associazioni specializzate nel favorire la condivisione, è possibile che queste si trattengano una piccola percentuale.
Esiste inoltre la possibilità di usufruire di un mezzo messo a disposizione da organizzazioni private o statali. Condividendo l'auto infatti si "acquista" solo l'uso di un'auto (anziché l'auto stessa).
Lo stesso servizio è disponibile anche per cicli e motocicli.

### House sharing
Oltre ai servizi relativi agli spostamenti, esiste la condivisione della propria abitazione con altre persone, o più semplicemente usufruire di una casa in condivisa.

### Food sharing
Sono nate diverse società specializzate che, tramite un’applicazione per dispositivi mobili o il proprio sito internet, permettono ai clienti di trovare i ristoranti vicino a loro che consegnano pasti al loro indirizzo, fanno un ordine che viene tracciato e attendono che l'ordine venga recapitato con un corriere in bicicletta, in auto o altro mezzo di locomozione.

### Social shopping
Nell’ambito del commercio ha infine preso forma ciò che comunemente è chiamato social shopping: si tratta di un metodo di commercio in cui, nell'esperienza d'acquisto sono di norma coinvolti anche gli amici degli acquirenti.

### Coworking
Si tratta di un nuovo stile lavorativo che coinvolge la condivisione di un ambiente di lavoro e di risorse, tra professionisti che fanno lavori diversi con approccio collaborativo. Coworking significa letteralmente "lavoro condiviso".

### Crowdfunding
Nato come forma di microfinanziamento dal basso. I siti web fanno da piattaforma (tra i più famosi a livello internazionale si ricordano in particolare kickstarter e indiegogo)  e permettono ai fundraiser di incontrare un pubblico di potenziali finanziatori. Esistono vari tipi di crowdfunding: reward based (raccolta fondi che, in cambio di donazioni in denaro, prevede una ricompensa, come il prodotto per il quale si sta effettuando il finanziamento, o un riconoscimento, come il ringraziamento pubblico sul sito della nuova impresa), donation based (modello utilizzato soprattutto dalle organizzazioni no profit per finanziare iniziative senza scopo di lucro), lending based (microprestiti a persone o imprese), equity based (in cambio del finanziamento versato è prevista la partecipazione del finanziatore al capitale sociale dell’impresa, diventandone così socio a tutti gli effetti), ibrido (basato su più modalità di finanziamento).

## L'economia collaborativa in Italia
In Italia l'economia collaborativa cresce registrando all’attivo circa 250 piattaforme collaborative online. Si rilevano circa 160 piattaforme di scambio e condivisione, circa 40 esperienza di autoproduzione, circa 60 di crowding, di cui 27 quelle di crowdfunding attive e 14 in fase di lancio.
Nel 2016 sono arrivate a quota 138,68 quelle di crowdfunding, per un totale di 206. Sono, quindi, aumentate del 10% rispetto al 2015.
Hanno vissuto un incremento più significativo le piattaforme di economia collaborativa relative ai trasporti, che sono il 18% sul totale di quelle analizzate, a seguire i servizi alle persone, il 16,6%, i servizi alle imprese, l'8,7% e la cultura, il 9,4%, mentre il turismo rimane invariato (12%).
Dal 2011 ad oggi i numeri sono più che triplicati, in particolare nei settori del turismo, dei trasporti, delle energie, dell’alimentazione e del design.
I servizi collaborativi italiani sono rivolti prevalentemente a giovani e sono nati per la maggior parte tra il 2012 e 2013. Si può sottolineare come si stiano diffondendo con velocità diverse nei vari mercati, allargandosi verso nuove aree potenziali di business, quali i servizi alle imprese e alle persone, la finanza, la cultura, l’abitare collaborativo. Si registra una buona crescita delle start up internazionali che arrivano in Italia, ma anche alcune piattaforme italiane. Pesa su tale ritardo la scarsa familiarità con internet degli italiani, la mancanza di regolazione normativa, i pochi fondi di investimento erogati e la scarsa preparazione imprenditoriale dei giovani italiani.
Il mercato presenta un forte potenziale di crescita, infatti il 51% delle piattaforme collaborative registra un numero di utenti inferiori a 5 000 e solo l’11% oltre 100 000. Stesso discorso vale per le piattaforme di crowdfunding, le quali il 49% ha un numero di donatori inferiori a 500, mentre il 9% supera i 50 000. Bisogna tenere presente che le piattaforme di sharing italiane sono ancora molto giovani, la maggior parte delle quali sono nate poco più di due anni fa.
Per quanto riguarda il canale per utilizzare tali piattaforme, l’83% degli utenti utilizza le piattaforme di condivisione via internet e il 17% tramite applicazione; il 91% invece utilizza le piattaforme di crowdfunding via internet e il 9% via app.
Tra i servizi più utilizzati si trovano quelli legati alla mobilità, all’alloggio, allo scambio e al baratto. Invece, le resistenze all’utilizzo riguardano la condivisione di beni di proprietà.
Il 27 gennaio 2016, per colmare il vuoto legislativo del settore, è stato presentato un disegno di legge alla Camera dei deputati.

## Normazione internazionale
Nel 2019 ISO ha avviato il Comitato tecnico ISO/TC324 "Sharing Economy" che ha iniziato a lavorare sul progetto ISO/AWI 42500 Sharing economy - terminologia e princìpi, quale prima norma internazionale ISO per l'economia collaborativa.

## Modelli di business delle piattaforme
- Service fee - la piattaforma trattiene una percentuale sul valore scambiato
- Membership plus usage - si paga un abbonamento di base più il singolo utilizzo
- Subscription fee - si paga un abbonamento fisso
- White label - a pagamento per imprese e istituzioni, gratuito per il pubblico
- Two-sided market - servizio gratuito pagato dai proventi pubblicitari